# Salim Zerrouki
Salim Zerrouki, né en 1978 à Alger, est un auteur de bande dessinée, caricaturiste et illustrateur algérien.

## Biographie
Salim Zerrouki étudie le design graphique à l’École des beaux-arts d’Alger. Il travaille d’abord dans la publicité en tant que directeur artistique, avant de se consacrer à la bande dessinée et à la satire politique.
Installé en Tunisie, il y crée le blog Yahia Boulahia, mettant en scène un personnage salafiste fictif délivrant des fatwas à tout va, afin d'alerter les Tunisiens sur les dangers de l’islamisation de la société.
Installé depuis 2023 en France.

## Œuvres

### Bandes dessinées
- 100 % Bled – Comment se débarrasser de nous pour un monde meilleur, Encre de nuit / Lallah Hadria éditions, 2018[3].
- Comment réussir sa migration clandestine, Encre de nuit, 2021.
- Rwama – Mon enfance en Algérie (1975–1992), Dargaud, 2024[4].
- Rwama – Mon adolescence en Algérie, Dargaud, 2025.

## Style et thèmes
Zerrouki adopte un ton satirique, mêlant humour noir et autodérision. Ses œuvres explorent des thématiques telles que la migration, la religion, la mémoire et l’identité maghrébine. Il se distingue par un dessin épuré, mis au service d’une critique sociale et politique percutante.

## Distinctions
- Sélection officielle du Festival international de la bande dessinée d'Angoulême 2025 pour Rwama[1].